# Bahnhof Cham (Oberpfalz)
Der Bahnhof Cham (Oberpfalz), abgekürzt Cham (Oberpf), ist ein Bahnhof in der Stadt Cham in der Oberpfalz, der 1861 in Betrieb genommen wurde. Er ist ein Knotenbahnhof an der Bahnstrecke Schwandorf–Furth im Wald, in dem die Strecken nach Waldmünchen und nach Bad Kötzting beginnen. Der Bahnhof liegt nordwestlich der Altstadt und nördlich des Regens. Das 1898 erbaute Empfangsgebäude an der Bahnhofstraße 11 ist ein geschütztes Baudenkmal.

## Geschichte
Die Bayerischen Ostbahnen errichteten den Bahnhof Cham als Zwischenbahnhof der Bahnstrecke Schwandorf–Furth im Wald auf der grünen Wiese im Nordwesten der Stadt Cham. Der Bahnhof wurde über die Bahnhofstraße von der damaligen Waldmünchner Landstraße erschlossen. Für den Bahnbau wurde das Sandtor, eines der vier Stadttore, abgerissen und ein Teil des nördlichen Stadtgrabens als Einschnitt genutzt. Der Bahnhof wurde am 7. Januar 1861 zusammen mit dem ersten Bauabschnitt Schwandorf–Cham in Betrieb genommen; die Fortführung bis zur Grenze bei Furth im Wald folgte am 20. September 1861. Das erste Empfangsgebäude nach Plänen von Heinrich Hügel bestand aus einem Mitteltrakt mit einer Grundfläche von 15 mal 12 Metern, drei Geschossen und einem flachen Walmdach sowie zwei Seitenflügeln.
Mit der Eröffnung des Bahnhofs begann das Verladen von Holz aus dem Bayerischen Wald und der Aufschwung der Holzindustrie der Stadt: An den Bahnhof angrenzend entstand an der heutigen Frühlingstraße die erste Dampfsäge. In den folgenden Jahren entstanden weitere Dampfsägen. Die Stadt wuchs durch neu entstandene Firmen- und Behördengebäude wie das Forstamt, das Amtsgericht und das Krankenhaus in Richtung des Bahnhofs.
Am 29. April 1869 erhielten die Ostbahnen die Genehmigung, vom Bahnhof Cham aus eine Strecke nach Straubing zu errichten, die jedoch zugunsten der Strecke Plattling–Eisenstein nicht zustande kam. 1871 wurde der Bahnhof nach Osten hin erweitert.
Durch die Verstaatlichung der Ostbahnen gelangte der Bahnhof Mitte Mai 1875 in die Verwaltung der Königlich Bayerischen Staatseisenbahnen.
Ein Ende 1877 von der Staatsregierung im Landtag eingebrachter Gesetzesvorschlag beinhaltete den staatlichen Bau einer Sekundärbahn Cham–Gotteszell, der aber in den darauffolgenden Beratungen gestrichen wurde.
In den 1890er Jahren eröffneten die Staatseisenbahnen zwei von Cham ausgehende Lokalbahnen: am 16. Juli 1892 die Strecke nach Kötzting, die auf den ersten knapp drei Kilometern östlich von Cham parallel zur Strecke nach Furth auf einem gemeinsamen Bahnkörper mit dieser verlief, und am 1. August 1895 die Strecke nach Waldmünchen. Damit wurde der Bahnhof Cham zu einem kleinen Eisenbahnknoten. Angesichts der neuen Erfordernisse des Bahnhofs wurde als neues repräsentatives Empfangsgebäude zwischen 1897 und 1898 ein größerer dreigeschossiger Walmdachbau mit Eckrisaliten und geohrten Rahmungen in den Obergeschossen im Stil der Neorenaissance errichtet und das alte Gebäude 1898 abgerissen. Das Bauwerk ist als Baudenkmal in die Bayerische Denkmalliste eingetragen.
Zur Unterscheidung vom Bahnhof Cham in der Schweiz erhielt der Bahnhof spätestens 1939 den Namen Cham (Oberpfalz).

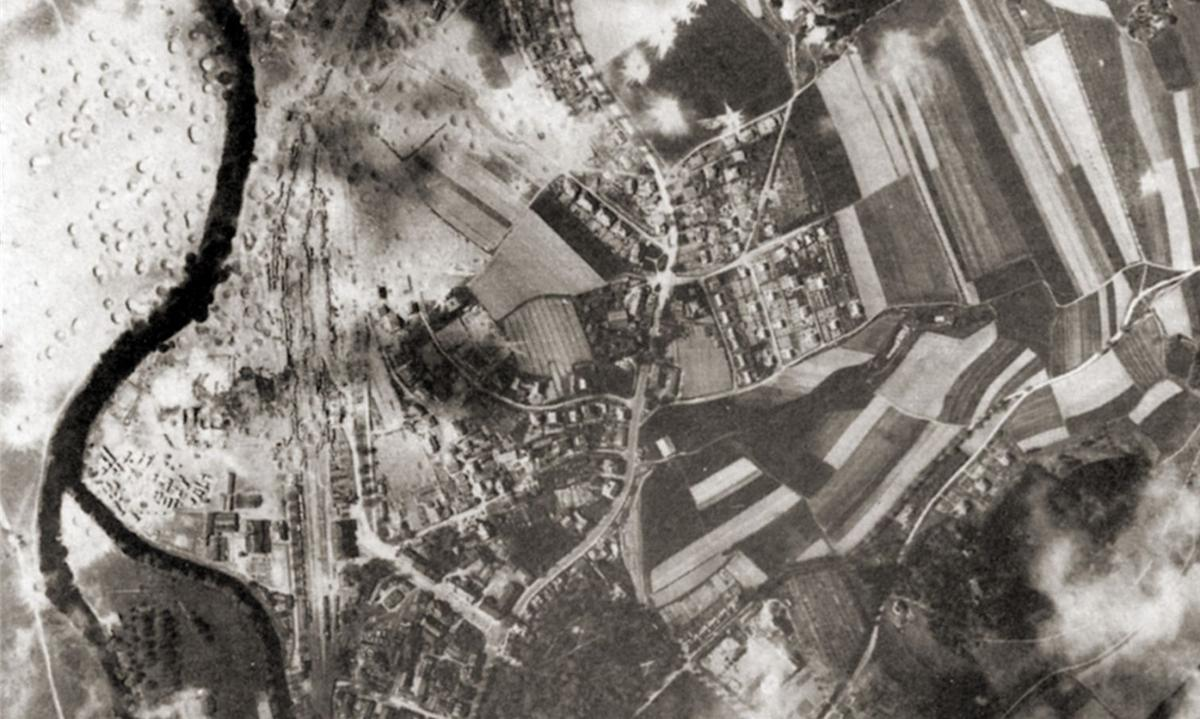
Luftbild nach der Bombardierung am 18. April 1945

Im Luftkrieg im Zweiten Weltkrieg wurden die Bahnhofsgegend und die Betriebe in der Frühlingstraße im Dezember 1944 von britischen Kundschaftern als Zielpunkte von Luftangriffen der Alliierten aufgezeichnet. Durch die von der Bahnstrecke Cham–Kötzting abzweigende Strecke Straubing–Miltach hatte der Eisenbahnknoten Cham eine strategische Bedeutung zur Umgehung der Strecke nach Schwandorf. Aufgrund des Luftangriffs auf den Bahnhof Schwandorf am 17. April 1945 waren im Bahnhof Cham im Güterbahnhof einige Züge, darunter ein aus Pilsen evakuierter Zug mit SS-Truppen, Geschützen und Munition, zurückgehalten. Aufgrund der fehlenden Flugabwehr in Cham gab es eine große Gefahr durch Tiefflieger. Am 18. April 1945, fünf Tage vor dem Kriegsende in Cham, bombardierte die Royal Air Force zwischen 3 und 4 Uhr innerhalb von wenigen Minuten mit 317 Tonnen Sprengsätzen, teilweise mit Zeitzündern, den Bahnhof. Dabei wurden neben dem Bahnhof unter anderem das Bahnhofsviertel, die Weststadt und das Gewerbegebiet an der Frühlingstraße zerstört sowie 66 Menschen getötet und 46 verwundet. Unter den Todesopfern waren Soldaten aus den zurückgehaltenen Zügen sowie der Lehrer Ludwig Schwan mit fünf Schülern seiner vor den heranrückenden russischen Truppen aus dem Banat geflüchteten Schülergruppe, nach dem 2015 der Bahnhofsplatz in Ludwig-Schwan-Platz umbenannt wurde. Viele Bomben zündeten nicht und blieben als Blindgänger im Boden. Beim Wiederaufbau in Cham wurde die Wiederherstellung der Bahnanlagen als dringend erachtet.
In den 1970er Jahren modernisierte die Deutsche Bundesbahn den Bahnhof für insgesamt 5,243 Millionen Deutsche Mark: Etwa 2,5 Kilometer östlich des Bahnhofs auf Höhe der Schwedenschanze wurde die Abzweigstelle Cham (Oberpfalz) Schwedenschanze als neuer Bahnhofsteil mit einer Weiche eingerichtet, der Beginn der Strecke nach Kötzting dorthin verlegt und das zweite Gleis zwischen Cham und Schwedenschanze zurückgebaut. 1976 wurden die beiden elektromechanischen Stellwerke der Bauform Orenstein & Koppel durch das am 1. Juli 1976 in Betrieb genommene Relaisstellwerk Cf der Bauform Sp Dr L 60 ersetzt, für das ein Relais- und Stromversorgungsgebäude und Anbau mit dem Bedienraum am Empfangsgebäude auf dem Hausbahnsteig errichtet wurde.
Am 27. November 1994 wurde in das Stellwerk Cf die Fernsteuerung des Stellwerks Roding einbezogen. Zudem wurde das Stellwerk nachträglich um einen Felderblock für den Stichstreckenblock der Bahnstrecke nach Waldmünchen erweitert. Der Fahrdienstleiter Cham ist auch Zugleiter für die Bahnstrecken Cham–Bad Kötzting und Bad Kötzting–Lam.
Ein barrierefreier Ausbau des Bahnhofs durch einen Neubau der Bahnsteige auf einer Höhe von 55 Zentimetern und die Schaffung barrierefreier Zugänge war 2023 durch die Deutsche Bahn für Mitte 2027 vorgesehen. Im dritten Gutachterentwurf des Deutschlandtakts ist der zweigleisige Ausbau zwischen Cham und dem Bahnhofsteil Schwedenschanze vorgesehen. Dafür sind, zum Preisstand von 2015, Investitionen von 67,6 Millionen Euro vorgesehen. Zudem ist die Elektrifizierung vorgesehen.

## Verkehr
Im Bahnhof Cham (Oberpfalz) verkehren folgende Bahnlinien, die zusammen täglich auf durchschnittlich 86 Zughalte kommen.
| Linie | Verlauf | Taktfrequenz  |
| ----- | --- | ------------- |
| RE25  | München – Freising – Landshut – Regensburg – Schwandorf – Cham – Furth im Wald – Domažlice – Plzeň – Praha | 120 min       |
| RE47  | Nürnberg – Hersbruck (r Pegnitz) – Neukirchen (b Sulzb) – Amberg – Schwandorf – Cham – Furth im Wald       | einzelne Züge |
| RB27  | Schwandorf – Bodenwöhr – Roding – Cham – Weiding – Arnschwang – Furth im Wald                              | 60 min        |
| RB28  | Cham – Blaibach – Bad Kötzting – Watzlsteg – Arrach – Lam                                                  | 60 min        |
| RB29  | Cham – Willmering – Waffenbrunn – Zillendorf – Waldmünchen                                                 | 120 min       |

Die durchschnittliche Zahl der täglichen Ein- und Aussteiger im Bahnhof beträgt rund 2000.